# Liste der Naturdenkmale in Bischofswerda
Die Liste der Naturdenkmale in Bischofswerda nennt die Naturdenkmale in Bischofswerda im sächsischen Landkreis Bautzen.

## Definition
„Naturdenkmäler sind rechtsverbindlich festgesetzte Einzelschöpfungen der Natur oder entsprechende Flächen bis zu fünf Hektar, deren besonderer Schutz erforderlich ist
1. aus wissenschaftlichen, naturgeschichtlichen oder landeskundlichen Gründen oder
2. wegen ihrer Seltenheit, Eigenart oder Schönheit.“

## Liste
Link zu einem Kartenansichtstool, um Koordinaten zu setzen.
| Bild                          | Bezeichnung                                                 | Lage                                                         | Beschreibung | Datum | Nummer |
| ----------------------------- | ----------------------------------------------------------- | ------------------------------------------------------------ | ------------ | ----- | ------ |
| BW                            | Erlenbruchwäldchen und Teich nordöstlich Belmsdorf          | Belmsdorf (51° 7′ 36,9″ N, 14° 12′ 28,7″ O)                  |              |       | BZ151  |
| mehr Fotos \| Fotos hochladen | Moorwiese Frankenthal                                       | Goldbach (51° 7′ 31,7″ N, 14° 7′ 39″ O)                      |              |       | BZ154  |
| mehr Fotos \| Fotos hochladen | Rochs Busch                                                 | Goldbach (51° 7′ 37,9″ N, 14° 7′ 40,4″ O)                    |              |       | BZ155  |
| BW                            | Mischwaldrest an der alten Straße nach Bischofswerda        | Bischofswerda (51° 7′ 20,8″ N, 14° 9′ 27″ O)                 |              |       | BZ156  |
| BW                            | Baumbestand am Südufer der Wesenitz                         | Goldbach (51° 6′ 47,9″ N, 14° 8′ 36,8″ O)                    |              |       | BZ157  |
| BW                            | Gehölz östlich der B 6 nahe der Walkmühle                   | Bischofswerda (51° 7′ 6,5″ N, 14° 9′ 32,5″ O)                |              |       | BZ158  |
| BW                            | Gehölz 500 m östlich von Goldbach                           | Goldbach (51° 7′ 9,6″ N, 14° 9′ 3,2″ O)                      |              |       | BZ159  |
| BW                            | Gehölz Ortsausgang von Goldbach Richtung Großharthau        | Goldbach (51° 6′ 54,2″ N, 14° 8′ 18,8″ O)                    |              |       | BZ160  |
| BW                            | Gehölz an der Wesenitz zwischen Bischofswerda und Walkmühle | Bischofswerda (51° 7′ 11,2″ N, 14° 9′ 51,2″ O)               |              |       | BZ161  |
| BW                            | Gehölz westlich der Straße Bischofswerda-Schönbrunn         | Schönbrunn (51° 8′ 51,8″ N, 14° 12′ 4,2″ O)                  |              |       | BZ182  |
| BW                            | Wesenitz mit Uferbereich oberhalb der Fischermühle          | Bischofswerda (51° 6′ 30″ N, 14° 12′ 7,1″ O)                 |              |       | BZ206  |
| BW                            | Gehölze am Hang nördlich der Bürgerteiche                   | Bischofswerda (51° 8′ 20,9″ N, 14° 10′ 37,8″ O)              |              |       | BZ207  |
| BW                            | Teich am Wald südöstlich von Neudrebnitz                    | Neudrebnitz (51° 4′ 55,4″ N, 14° 10′ 25,3″ O)                |              |       | BZ211  |
| BW                            | Silberwasser nördlich der Schliefermühle                    | Schönbrunn, Demitz-Thumitz (51° 8′ 59,6″ N, 14° 13′ 37,6″ O) |              |       | BZ217  |
| mehr Fotos \| Fotos hochladen | Großer Horkaer Teich                                        | Bischofswerda (51° 7′ 44,6″ N, 14° 12′ 4,2″ O)               |              |       | BZ227  |
| BW                            | Kleiner Horkaer Teich                                       | Bischofswerda (51° 7′ 50,1″ N, 14° 11′ 59,6″ O)              |              |       | BZ228  |